# Rio Piracicaba (São Paulo)
O rio Piracicaba é um curso de água do estado de São Paulo, Brasil, É o maior afluente em volume de água do rio Tietê. É também um dos mais importantes rios paulistas e responsável pelo abastecimento da Região Metropolitana de Campinas e parte da Grande São Paulo.

## Geografia e localização
A bacia hidrográfica do rio Piracicaba estende-se por uma área de 12.531 km², situada no sudeste do estado de São Paulo e extremo sul de Minas Gerais, onde estão situadas as suas nascentes mais distantes. 
O rio Piracicaba ganha este nome a partir de uma região chamada três fronteiras entre as cidades de Limeira, Cosmópolis e Americana, local esse que ocorre o encontro dos rios Atibaia, que tem sua origen no município de Joanópolis, com o rio Jaguari, que tem suas origens no sul de Minas Gerais. Após atravessar a cidade de Piracicaba, recebe as águas de seu principal afluente, o rio Corumbataí. Até encontra sua foz no rio Tietê, entre os municípios de Santa Maria da Serra e Barra Bonita, o rio Piracicaba percorre 115km desde sua formação na região sul do estado de Minas Gerais.
O Piracicaba possui diversos meandros que tornam as águas de seu leito tranquilas, aptas para a navegação de embarcações de pequeno porte, após a cidade de Piracicaba.
Entre outras possibilidades, a origem de seu nome deriva do tupi e significa "lugar onde o peixe para", devido aos seus meandros que representam ponto de chegada para os peixes em meio ao movimento natural da piracema.
A bacia hidrográfica do rio Piracicaba (bacia do PCJ) localiza-se numa das regiões mais desenvolvidas do estado de São Paulo, abrangendo importantes municípios como Bragança Paulista, Campinas, Limeira, Americana, Atibaia, Rio Claro, Santa Bárbara d'Oeste e Piracicaba.

## História e aproveitamento
O rio Piracicaba foi utilizado como rota fluvial de acesso ao Mato Grosso e Paraná no século XVIII e cidades como Piracicaba foram fundadas nas suas proximidades.
Ao longo dos séculos XIX e XX, o rio foi utilizado como rota de navegação de pequenos vapores e como fonte de abastecimento para engenhos e fazendas de cana-de-açúcar e café.
Por volta de 1960, o governo paulista decide reforçar o abastecimento de água da Região Metropolitana de São Paulo e constrói diversas represas nas nascentes da bacia hidrográfica do Piracicaba, formando assim o Sistema Cantareira, maior responsável pelo abastecimento de água de São Paulo que capta e desvia águas dos formadores do rio Piracicaba, reduzindo assim o nível de água do rio e de seus afluentes.
Por volta de 1980, a industrialização e metropolização da Região Metropolitana de Campinas levam a uma crescente contaminação das águas já escassas do Piracicaba e o rio chega ao século XXI como um dos mais contaminados do país.
Nos últimos anos, a criação de grupos de pressão, maior fiscalização e negociações quanto a reversão das águas feita pelo Sistema Cantareira, além da construção de Estações de Tratamento de Esgoto em algumas cidades evitaram que o quadro se agravasse ainda mais, porém o Piracicaba continua registrando águas impróprias para consumo humano e animal em grande parte do seu curso.
A navegação no rio poderá ser retomada com a construção de uma barragem próxima a foz do rio, em Santa Maria da Serra, que possibilitaria a navegação do rio até as proximidades da cidade de Piracicaba e interligaria a região de Campinas à Hidrovia Tietê Paraná, porém o projeto ainda não possui previsão de efetivação.
A origem do nome do rio provém do idioma tupi, falado pelos indígenas que ali viveram às suas margens até a chegada dos colonos europeus. A presença de um salto, constituído de margem à margem, localizado em seu leito, onde o curso d'água modifica-se em sua característica topográfica, cuja peculiaridade foi dado destaque pelos habitantes ribeirinhos à sua denominação de Piracicaba, sendo assim, através dele, ficou o rio, conhecido em toda sua extensão pelo mesmo nome.
Piracicaba, corruptela de Pihá-ci-quâ-bo ("de degrau em degrau, aos golpes"). De pihá ("degrau, escada"), ci, partícula distributiva, quâ ("golpe") e bo ("breve"), para exprimir o modo de estar. Pronunciado Pihá-ci'Ca-bo.
Alusivo a caírem as águas de degrau em degrau, às quedas, espumando. A intenção dos indígenas foi de salientar o formato do salto, o qual é uma série de cascatas em escadaria, do que propriamente um despenhadeiro de águas específico de uma cachoeira.

## Cultura
O rio Piracicaba atravessa uma das regiões mais antigas de ocupação do estado de São Paulo e está firmemente situado na cultura do estado e da cidade de Piracicaba, que cresceu ao longo de suas margens. Nesta cidade, diversas festas populares são realizadas às margens do rio, a figura do pescador caipira ainda resiste e a música caipira típica da região imortalizou o rio na música clássica Rio de Lágrimas.